# Кемпбелл Діксон
Джордж Вільям Кемпбелл Діксон (Дікі; англ. George William Campbell Dixon; 10 грудня 1895, Уз, Тасманія, Британська імперія — 25 травня 1960, Лондон, Велика Британія) — австралійський та британський журналіст, публіцист і драматург. Був співробітником гобартської газети Меркюрі, мельбурнських Арґус і Геральд, лондонській Дейлі мейл; від 1931 року і до своєї смерті очолював підрозділ кінокритики газети Дейлі телеграф. 1950 року обіймав посаду президента британського Кола критиків.
П'єси Діксона лягли в основу сценаріїв фільмів «Острів порятунку» (1930) режисера Говарда Бретертона, «Секретний агент» (1936) Альфреда Гічкока і, за однією з версій, фільму Ентоні Асквіта «Радіо свободи» (1941).

## Життєпис

### Походження. Молодість в Австралії

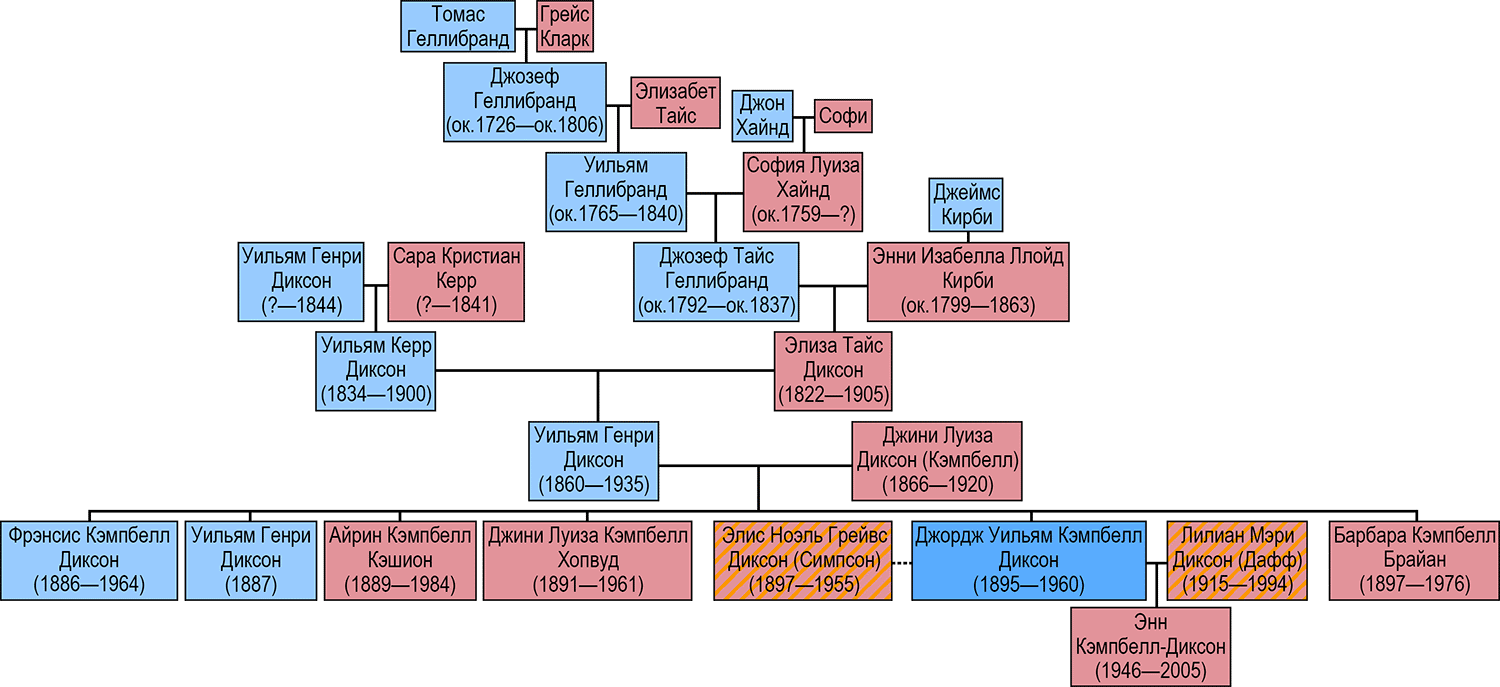
Генеалогічне дерево Кемпбелла Діксона

Джордж Діксон народився в маєтку Лейнтвордайн за декілька кілометрів від невеликого тасманійского міста Уз 1895 року в сім'ї Вільяма Генрі Діксона (1860—1935) і Джині Луїзи Діксон, уродженої Кемпбелл (1863—1920). Діксон-старший був впливовим місцевим політиком-пасторалістом і пізніше, в період перебування Волтера Лі на посаді прем'єра Тасманії, обирався до складу законодавчих зборів штату (1919—1922), а також головував у Муніципальній асоціації Тасманії (1920—1923). Дідом Вільяма Діксона по материнській лінії був перший генеральний прокурор Землі Ван-Дімена Джозеф Геллібранд (1792—1837), а двоюрідним братом — військовий діяч Джон Геллібранд (1872—1945).
Джордж закінчив Школу Хатчинса, 1913 року вступив до Університету Тасманії, отримавши літературну стипендію, і закінчив його з відзнакою (англ. with High Distinction) за напрямами давньої і сучасної історії.
Під час навчання в школі та університеті Діксон був перспективним гравцем у крикет. В іграх Асоціації крикету Тасманії він виступав за Східний Гобарт. Крім того, 1915 року Діксон представляв Південну Тасманію в матчах проти Півночі і грав за цю збірну, а потім і за збірну штату в цілому, в матчах з командою експедиційних сил Австралії, розквартированих у тренувальному таборі в передмісті Гобарта Клермонті.
Кар'єру журналіста Діксон почав у гобартській газеті Меркурій. 1918 року він влаштувався в штат періодичного видання Арґус, тому переїхав на континент, у Мельбурн. В лютому 1920 року Діксон, як один з двох представників преси Тасманії, взяв участь у 9-й щорічній конференції Федеральної ради Асоціації журналістів Австралії. Через деякий час молодий репортер знову змінив місце роботи, перейшовши в теж мельбурнську газету Геральд, спочатку — як автор передової статті.

### Подорож через Євразію

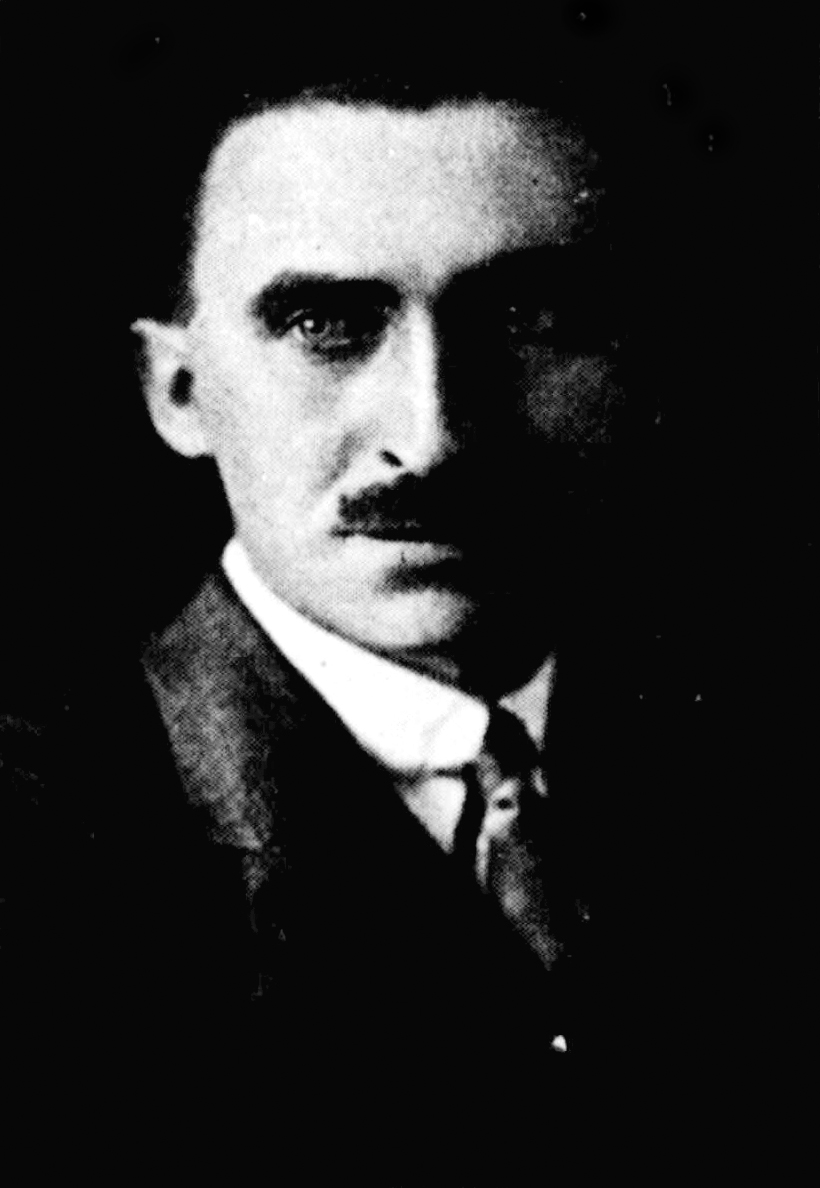
Джордж Вільям Кемпбелл Діксон (близько 1924)

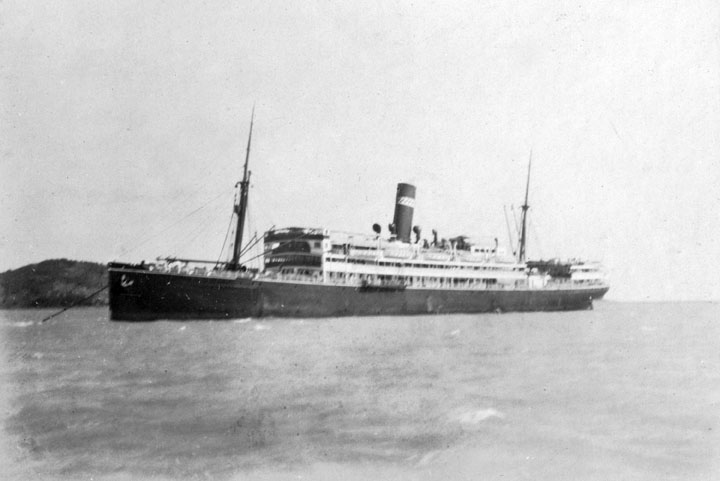
Пароплав Marella компанії Burns Philp, на якому Діксон відбув із Сіднея 2 червня 1924 року

Відпливши 2 червня 1924 року з Сіднея на пароплаві Marella судноплавної компанії Burns Philp, що йде через австралійські порти на Яву і Сінгапур, Діксон вирушив у подорож через країни Східної Азії і — далі — весь Радянський Союз у Лондон, почавши її з відвідування адміністративного центру Північної території Австралії Дарвіна. В ході своєї тривалої поїздки він як спеціальний кореспондент публікувався відразу в декількох друкованих виданнях Австралії і Нової Зеландії на тему особливостей життя у відвіданих ним країнах, сприйманих читацькою аудиторією як екзотичні.
Щоб уникнути проблем при в'їзді на територію СРСР, Діксон завчасно отримав у відомого австралійського діяча профспілкового руху, співзасновника Комуністичної партії Австралії Тома Волша адресований московському редактору Тоні Толлагсену Тьєрну рекомендаційний лист, в якому був атестований як «ніяк не комуніст, але добрий чоловік, що має намір розповісти правду про Росію». Як наслідок, в'їзний паспорт, завірений повноважним представником СРСР у Китаї Л. М. Караханом, журналісту оформили всього за три доби, хоча в той період за подібними запитами рішення виносилося зазвичай не раніше, ніж через кілька місяців.
(Пізніше дипломатична місія Австралії намагалася витребувати у Діксона копію рекомендації, яка трактувалася в антипрофспілковому середовищі як доказ того, що Волш є комуністичним агентом. 20 листопада 1925 року, через два дні після отримання від Діксона листа з розповіддю про це, за підсумками двомісячної роботи Депортаційної ради та прямою вказівкою прем'єр-міністра Австралії Стенлі Брюса, Волша разом з секретарем Спілки моряків Австралії (що на той моментстрайкувала), де він головував, Джейкоба Йоханссона заарештували за мотивами загрози торгівлі та громадському порядку з метою подальшої депортації. Місяць по тому Верховний суд визнав арешт і можливу висилку незаконними.)
На основі подорожніх нотаток, крім окремих статей у пресі, Діксон також написав книгу «З Мельбурна в Москву» (англ. From Melbourne to Moscow, 1925), яку схвально зустріли критики і читачі.
Кінцевої точки свого маршруту — столиці Британської імперії, Лондона — журналіст досяг у листопаді 1924 року. До цього моменту він був серйозно хворий і практично позбавлений засобів до існування. Однак незабаром Діксона (який вже не був співробітником Геральд) взяли на роботу на посаду літературного редактора в газету Дейлі мейл, яку він займав до 1931 року (в цей період Діксона також відрядили від видання спецкореспондентом до Північної і Західної Африки).

### Робота в Дейлі телеграф. Кінокритика
Вільям Юарт Беррі, що став 1928 року разом з братом Гомером і медіамагнатом Едвардом Айліффом власником газети Дейлі телеграф, купивши її у віконта Бернема, запросив до неї Діксона для консультацій з розвитку, приваблений його досвідом редакторської роботи в Дейлі мейл — одному з найбільших ЗМІ того часу. Відповідальним за кінокритику в Телеграф тоді ж призначили Джорджа Артура Аткінсона, який раніше працював у Сандей експрес, — однак через півтора року сам перейшов на посаду редактора у видання Ера. Тоді Діксон, як співробітник, що найбільше цікавився кінематографом, тимчасово зайняв його місце і через декілька місяців безплідних пошуків редакцією інших претендентів погодився залишитися на цій позиції.

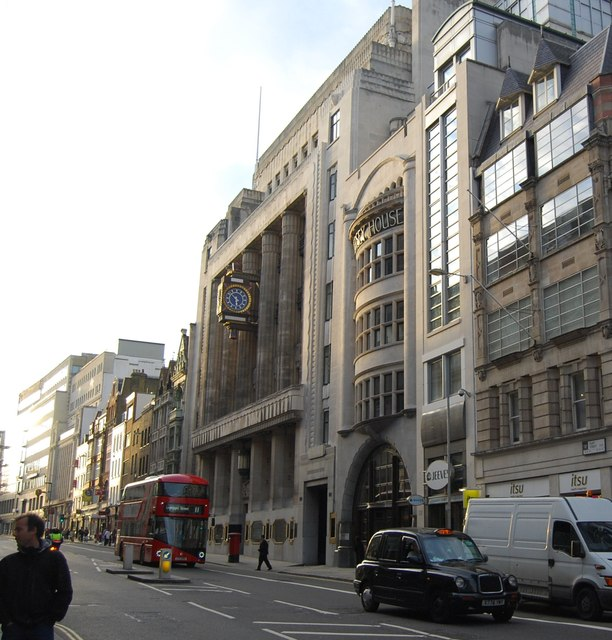
Будівля газети Дейлі телеграф у 1928—1987 рр. (Фліт-стріт, буд. 135—141)

У травні 1937 року журнал World Film News, який займався розбором і узагальненням критичних публікацій, вибрав огляд фільму «Благословенна земля» в Дейлі телеграф за авторством Діксона найкращою рецензією місяця.
Колумніст американського тижневика Мошн Пікче Геральд Фред Аєр 1933 року відніс Кемпбелла Діксона поряд із Джеймсом Егейтом, Седріком Белфріджем і Полом Голтом до числа найсильніших критиків Великої Британії (при цьому інших трьох журналістів на відміну від Діксона, Аєр, крім іншого, ще й виділяє як послідовних критиків американського кінематографа). На думку театрального критика Нью-Йорк геральд трибун Річарда Воттса-молодшого, висловлювані Діксоном думки цінні, крім їх прямоти, також і через особистість, яка стоїть за ними. За оцінкою професора історії кінематографа Портсмутського університету Сью Гарпер, на середину 1930-х років Діксон належав до меншості критиків з ширшими поглядами, ніж прихильники переважної «обивательської», «середньолобої» (англ. middlebrow) позиції, зокрема більш лояльним до відсутності максимальної фактологічної точності в британських костюмних історичних фільмах. Але й він почав приймати цю парадигму до 1937 року, коли вона стала стійкою домінантою.У жовтні 1941 року Діксона послали в піврічне відрядження до США як спеціального кореспондента Дейлі телеграф — першу за все для спостереження за виробництвом фільмів у воєнний період. В ході цієї поїздки він зокрема зустрівся з подружніми парами кінематографіста Александра Корди і актриси Мерль Оберон, акторів Седріка Гардвіка і Гелени Пікард, коміком Джеком Бенні, кінопродюсером Семюелом Голдвіном, режисером Ернстом Любічем, а також Чарлі Чапліним, з яким у нього відбулася ґрунтовна бесіда. Свої враження про життя в Голлівуді Діксон описав так:
У них фантастичні зарплати. Той, хто отримує 500 фунтів на тиждень, — це лише середній клас, а звичайний рівень життя там неймовірно високий. У кожного є велика блискуча машина, і навіть хатні робітники і садівники приїжджають на «Фордах» і «Шевроле».Оригінальний текст (англ.)
They earn fantastic salaries. Anyone getting 500 a week is only middle class, and the standard of living is incredibly high. Everyone has a big and glittering car, and even chars and gardeners arrive in Fords or Chervrolets.

Діксон входив до складу ради (1933, 1937, 1939, 1942) та виконавчого комітету (1942) британського Кола критиків і в 1934 і 1941 роках обирався головою секції кінематографа. За результатами щорічних виборів 1949 року він став віце-президентом товариства, а наступного року — президентом, змінивши у цій ролі провідного критика The Times Ентоні Кукмана, і 1951 року в свою чергу передав керівництво новообраному президенту — музикознавцю Робіну Галлу.
1954 року голова Кінематографічного товариства Оксфордського університету Р. Г. Гемілтон[уточнити] назвав найбільш неупередженими і непопулістськими критиками Кемпбелла Діксона, Діліс Пауелл і Річарда Меллетта, охарактеризувавши останнього як найчеснішого з усіх, але, таким, що, можливо, підходить до аналізу менш ґрунтовно, ніж інші.
Широкої популярності набуло висловлювання Діксона з його рецензії на фільм жахів студії Гаммер філм продакшенс «Прокляття Франкенштейна» (1957) про те, що для кінокартин з такою кількістю сцен, що демонструють відчленовані органи, слід було б увести, на додачу до наявних, нову рейтингову категорію — «Тільки для садистів». Викладач кінознавства Манчестерської школи мистецтва Девід Гакслі наводить цю фразу як приклад найпоширенішої спрямованості критики фільмів жахів, що полягає у вказівці на несмак. Кінознавець Деніс Мейкле використав її як епіграф для своєї книги 2008 року A History of Horrors (укр. Історія жахів). Колишній викладач сучасного кінематографа і теорії кіно в коледжі Біркбек Єн Купер, коментуючи цитату Діксона, зазначає, що з ретроспективного погляду, з урахуванням прийнятої на теперішній час значущості спадщини студії Гаммер, різко негативна критика її кінострічок у 1950-х роках шокує і в цьому контексті є повчальним фактом.
Останні роки життя Діксон часто хворів, і періодично на робочому посту в Дейлі телеграф його заміняв Патрік Гіббс (1915—2008). Надалі, після раптової смерті Діксона 25 травня 1960 року в лондонській лікарні Гаммерсміт, Гіббс і був призначений на його місце головного кінокритика газети, пропрацювавши на цій посаді до 1986 року.
| Список кінофільмів, які оглядав Кемпбелл Діксон[*] | Список кінофільмів, які оглядав Кемпбелл Діксон[*] | Список кінофільмів, які оглядав Кемпбелл Діксон[*] |
| Українська назва | Оригінальна назва                                  | Дата рецензії[**]                                  |
| --- | -------------------------------------------------- | -------------------------------------------------- |
| «Цар царів» | The King of Kings                                  | 19.09.1928[***]                                    |
| «Приватне життя Генріха VIII» | The Private Life of Henry VIII                     | 25.10.1933                                         |
| «Браун на Острові Рішучості» | Brown on Resolution                                | 20.05.1935                                         |
| «Нові часи» | Modern Times                                       | 12.02.1936                                         |
| «Як вам це сподобається» | As You Like It                                     | 04.09.1936                                         |
| «Наш войовничий флот» | Our Fighting Navy                                  | 26.04.1937                                         |
| «Знову прощавай» | Farewell Again                                     | 10.05.1937                                         |
| «Ранковий патруль» | The Dawn Patrol                                    | 20.02.1939                                         |
| «Собака Баскервілів» | The Hound of the Baskervilles                      | 10.07.1939                                         |
| «Лев має крила» | The Lion Has Wings                                 | 31.10.1939                                         |
| «Газове світло» | Gaslight                                           | 16.06.1940                                         |
| «Леді Гамільтон» | Lady Hamilton                                      | 04.08.1941                                         |
| «Місіс Мінівер» | Mrs. Miniver                                       | 08.07.1942                                         |
| «Орлина ескадрилья» | Eagle Squadron                                     | 03.08.1942                                         |
| «Історія винищувача „Спітфаєр“» | The First of the Few                               | 24.08.1942                                         |
| «Стара матуся Райлі — детектив» | Old Mother Riley Detective                         | 14.01.1943                                         |
| «Перемога в пустелі» | Desert Victory                                     | 08.03.1943                                         |
| «Слабка стать» | The Gentle Sex                                     | 12.04.1943                                         |
| «Занурюємось на світанку» | We Dive at Dawn                                    | 24.05.1943                                         |
| «Битва за Британію» | The Battle of Britain                              | 27.09.1943                                         |
| «Напіврай» | The Demi-Paradise                                  | 22.11.1943                                         |
| «Сахара» | Sahara                                             | 20.12.1943                                         |
| «Кораблебудівники» | The Shipbuilders                                   | 13.03.1944                                         |
| «Перемога в Тунісі» | Tunisian Victory                                   | 20.03.1944                                         |
| «Подвійна страховка» | Double Indemnity                                   | 08.09.1944                                         |
| «Генріх V» | Henry V                                            | 23.11.1944                                         |
| «Тільки самотнє серце» | None but the Lonely Heart                          | 26.02.1945                                         |
| «Цезар і Клеопатра» | Caesar and Cleopatra                               | 17.12.1945                                         |
| «Гвинтові сходи» | The Spiral Staircase                               | 11.02.1946                                         |
| «Вічне повернення» | L’Éternel Retour                                   | 18.02.1946                                         |
| «Два світи» | Men of Two Worlds                                  | 22.07.1946                                         |
| «Анна і король Сіаму» | Anna and the King of Siam                          | 12.08.1946                                         |
| «Питання життя і смерті» | A Matter of Life and Death                         | 02.11.1946                                         |
| «Убивці» | The Killers                                        | 18.11.1946                                         |
| «Великі надії» | Great Expectations                                 | 16.12.1946                                         |
| «Найкращі роки нашого життя» | The Best Years of Our Lives                        | 10.03.1947                                         |
| «Чорний нарцис» | Black Narcissus                                    | 28.04.1947                                         |
| «Вони зробили мене втікачем» | They Made Me a Fugitive                            | 27.06.1947                                         |
| «Табір на канікули» | Holiday Camp                                       | 04.08.1947                                         |
| «Весна на Парк-лейн» | Spring in Park Lane                                | 29.03.1948                                         |
| «Танець у безодні» | Good-Time Girl                                     | 03.05.1948                                         |
| «Гамлет» | Hamlet                                             | 10.05.1948                                         |
| «Історія містера Поллі» | The History of Mr. Polly                           | 14.02.1949                                         |
| «Зміїна яма» | The Snake Pit                                      | 19.05.1949                                         |
| «Синя лампа» | The Blue Lamp                                      | 23.01.1950                                         |
| «Операція „Катастрофа“» | Morning Departure                                  | 27.02.1950                                         |
| «Сталевий шолом» | The Steel Helmet                                   | 10.03.1951                                         |
| «Засекречені люди» | Secret People                                      | 11.02.1952                                         |
| «Я вірю в тебе» | I Believe in You                                   | 10.03.1952                                         |
| «Тиха людина» | The Quiet Man                                      | 09.06.1952                                         |
| «Дарований кінь» | Gift Horse                                         | 21.07.1952                                         |
| «Дружина плантатора» | The Planter's Wife                                 | 22.09.1952                                         |
| «Плющ І гостролист» | The Holly and the Ivy                              | 27.10.1952                                         |
| «Жінки сутінок» | Women of Twilight                                  | 19.01.1953                                         |
| «Коронування королеви» | A Queen Is Crowned                                 | 06.06.1953                                         |
| «Титанік» | Titanic                                            | 20.06.1953                                         |
| «Альберт R. N.» | Albert R.N.                                        | 10.10.1953                                         |
| «Слабкий і підлий» | The Weak and the Wicked                            | 06.02.1954                                         |
| «Вибір Гобсона» | Hobson's Choice                                    | 27.02.1954                                         |
| «Господар острова О'Кіф» | His Majesty O'Keefe                                | 01.05.1954                                         |
| «Волоцюга» | The Beachcomber                                    | 07.08.1954                                         |
| «Ромео і Джульєтта» | Romeo and Juliet                                   | 25.09.1954                                         |
| «І в горі, і в радості» | For Better, for Worse                              | 02.10.1954                                         |
| «Сімба» | Simba                                              | 22.01.1955                                         |
| «Поки вони щасливі» | As Long as They're Happy                           | 12.03.1955                                         |
| «ЛІто» | Summertime                                         | 01.10.1955                                         |
| «Я - фотоаппарат» | I Am a Camera                                      | 15.10.1955                                         |
| «Замочити стару» | The Ladykillers                                    | 10.12.1955                                         |
| «Шлях рядового» | Private's Progress                                 | 18.02.1956                                         |
| «Останнє полювання» | The Last Hunt                                      | 21.04.1956                                         |
| «Останній акт» | Der letzte Akt                                     | 16.06.1956                                         |
| «Це трапилось 20 червня» | Es geschah am 20. Juli                             | 16.06.1956                                         |
| «Білява грішниця» | Yield to the Night                                 | 16.06.1956                                         |
| «Трапеція» | Trapeze                                            | 30.06.1956                                         |
| «Король і я» | The King and I                                     | 15.09.1956                                         |
| «Суд над містом» | Town on Trial                                      | 26.01.1957                                         |
| «Прокляття Франкенштейна» | The Curse of Frankenstein                          | 04.05.1957                                         |
| «Квотермас 2» | Quatermass 2                                       | 25.05.1957                                         |
| «Чайна церемонія» | The Teahouse of the August Moon                    | 01.06.1957                                         |
| «Свята Іванна» | Saint Joan                                         | 22.06.1957                                         |
| «Щось цінне» | Something of Value                                 | 29.06.1957                                         |
| «Острів Сонця» | Island in the Sun                                  | 22.07.1957                                         |
| «Головна вулиця» | Calle Mayor                                        | 04.09.1957                                         |
| «Банда ангелів» | Band of Angels                                     | 07.09.1957                                         |
| «Король у Нью-Йорку» | A King in New York                                 | 14.09.1957                                         |
| «Тихий американець» | The Quiet American                                 | 19.01.1958                                         |
| «Сайонара» | Sayonara                                           | 08.02.1958                                         |
| «Сьома печатка» | The Seventh Seal                                   | 08.03.1958                                         |
| «Дюнкерк» | Dunkirk                                            | 22.03.1958                                         |
| «Здрастуй, смуток!» | Bonjour Tristesse                                  | 29.03.1958                                         |
| «Загибель „Титаніка“» | A Night to Remember                                | 05.07.1958                                         |
| «Так тримати, сержанте» | Carry On Sergeant                                  | 20.09.1958                                         |
| «Собака Баскервілів» | The Hound of the Baskervilles                      | 15.11.1958                                         |
| «Заїжджий двір шостого ступеня щастя» | The Inn of the Sixth Happiness                     | 22.11.1958                                         |
| «Холостяк» | Bachelor of Hearts                                 | 20.12.1958                                         |
| «Вустами художника» | The Horse's Mouth                                  | 07.02.1959                                         |
| «Ніяких дерев на вулиці» | No Trees in the Street                             | 07.03.1959                                         |
| «Так тримати, медсестро» | Carry On Nurse                                     | 09.03.1959[†]                                      |
| «Сапфір» | Sapphire                                           | 09.05.1959                                         |
| «Озирнись у гніві» | Look Back in Anger                                 | 27.05.1959                                         |
| «Потисніть руку дияволу» | Shake Hands with the Devil                         | 30.05.1959                                         |
| «Рев миші» | The Mouse That Roared                              | 18.07.1959                                         |
| «Історія черниці» | The Nun's Story                                    | 25.07.1959                                         |
| «Я в порядку, Джеку!» | I'm All Right Jack                                 | 15.08.1959                                         |
| «Північно-західний кордон» | North West Frontier                                | 10.10.1959                                         |
| «Коханці (фільм, 1958)» | Les Amants                                         | 31.10.1959                                         |
| «ДушителІ з Бомбея» | The Stranglers of Bombay                           | 05.12.1959                                         |
| | Agioupa, to koritsi tou kampou                     | 08.02.1960                                         |
| «Так тримати, констеблю» | Carry On Constable                                 | 27.02.1960                                         |
| «Чотириста ударів» | Les 400 Coups                                      | 05.03.1960                                         |
| «Сердита тиша» | The Angry Silence                                  | 12.03.1960                                         |
| «Допитливий Том» | Peeping Tom                                        | 09.04.1960                                         |
| *Цей список неповний **За відсутності уточнення мається на увазі публікація в Дейлі телеграф***В газеті Illustrated Tasmanian Mail†У газеті The Guardian |                                                    |                                                    |

### Драматургія
Див. також розділ «Драматичні твори»
Діксон першим з драматургів адаптував для театру твір Олдоса Гакслі, написавши 1928 року за його романом «Контрапункт» п'єсу «Цей шлях до раю» (англ. This Way to Paradise). Попри не зовсім вдалий результат, як і подальша постановка Леона М. Лайона, ця робота посприяла поверненню Гакслі інтересу до цього напрямку мистецтва і надихнула його на вже самостійне створення п'єси «Світ світла» (англ. The World of Light), опублікованої 1931 року. Репортер мельбурнського журналу Тейбл Ток зазначив у той період, що поєднання «Кемпбелл Діксон» тепер використовують як повне ім'я.
1929 року Діксон став першим австралійцем, який взяв участь у створенні звукового фільму, коли одна з найбільших на той момент голлівудських кінокомпаній Фест нешенел пікчерз придбала права на його неопубліковану п'єсу «Острів порятунку» (англ. Isle of Escape), засновану на однойменному романі Джека Макларена. Це відбулося всього за кілька місяців до поглинання Фест нешенел пікчерз компанією Warner Bros., яка втілила фільм у життя. Однак ця випущена 1930 року екранізація, де головні ролі виконали Монті Блю і Мірна Лой, нині вважається втраченою.
В основу сценарію ще одного фільму лягла також інша, так і не опублікована п'єса Кемпбелла Діксона «Ешенден», написана за мотивами оповідань шпигунської тематики Вільяма Сомерсета Моема «Безволосий мексиканець» (англ. The Hairless Mexican) і «Зрадник» (англ. The Traitor), що входять до однойменної збірки. Її використано під час створення кінокартини режисера Альфреда Гічкока «Секретний агент», що вийшла на екрани 1936 року. Адаптація не безпосередньо оригінального літературного твору, а його драматичної обробки, є досить поширеною практикою в британському кінематографі; проте в цьому випадку переважно була запозичена тільки романтична сюжетна лінія, внесена Діксоном, — про підставну дружину головного героя-шпигуна, з якою той у підсумку дійсно одружується. Решта ж сценарію написана Чарлзом Беннеттом і відповідальними за розробку діалогів Джоном Гаєм Бейтом (під псевдонімом Ян Гай) і Джессі Ласкі-молодшим практично з нуля на основі початкових творів, однак було вирішено залишити посилання на п'єсу як першоджерело.

### Особисте життя

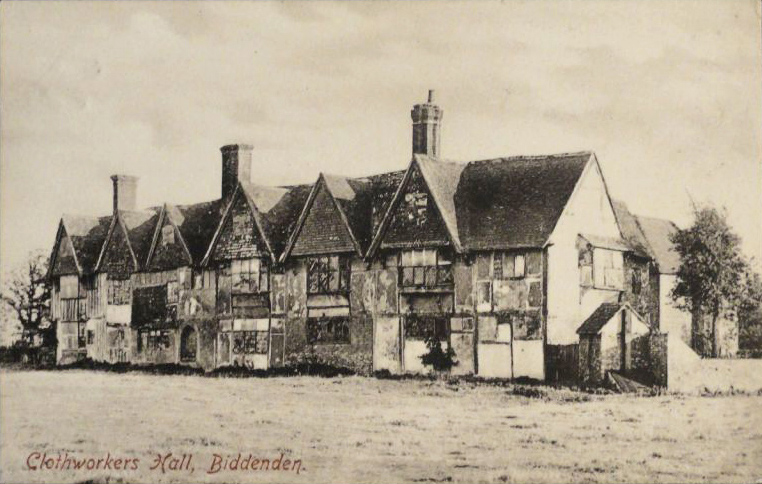
Будинок ткачів у Бідденден (близько 1908 року)

Діксон був одружений двічі. В червні 1925 року він поєднався шлюбом з Еліс Трелфолл (1897—1955), до шлюбу Сімпсон, яка вже мала 6-річну дочку Памелу від першого шлюбу з іншим австралійським журналістом Мартіном Трелфоллом, онуком першого почесного консула Росії в Сіднеї Едмонда Монсона Поля і племінником вченого Річарда Трелфолла. Познайомилися ще до її розлучення і 1923 року зокрема взяли участь як пара в кількох танцювальних конкурсах (у деяких здобувши перемогу). У вересні 1924 року, попри ухвалене раніше рішення суду, що вимагало повернутися до чоловіка, Еліс з дочкою і сестрою відпливла до Великої Британії. Тоді ж підходив до завершення і вояж Діксона в Лондон. У жовтні того ж року судом з розлучень за заявою Трелфолла було видано відтермінований припис про розірвання шлюбу, і в травні 1925 року його було остаточно розірвано.
Пізніше, в червні 1942 року, Діксон одружився з радіоведучою BBC Ліліан Дафф (1915—1994). Їх дочка Енн Кемпбелл Діксон (1946—2005), що стала хрещеницею режисера Александра Корди (секретаркою якого також деякий час працювала Дафф), як і батьки, побудувала кар'єру в журналістиці і зокрема вела в газеті Дейлі телеграф колонку «Day Out», присвячену пам'яткам та розважальним заходам, а також рубрику складаних нею кросвордів та інших лінгвістичних головоломок.
У серпні 1951 року згідно з Законом про британське громадянство, прийнятим 1948 року, Діксон був натуралізований як підданий Великої Британії.
На 1957 рік Діксон жив на м'юзі Гарлі-плейс у лондонському районі Мерілебон, а також в історичному Будинку ткачів у Біддендені (графство Кент), побудованому не пізніше кінця XV століття, в період розквіту суконного виробництва, і включеному до списку національної спадщини Англії як об'єкт 1-ї категорії.
Діксон перебував у джентльменському Гарріківському клубі. До крикету журналіст зберіг інтерес і в зрілому віці. Крім іншого, він захопловався грою в гольф і стрільбою.

## Творчість і реакція

### Публіцистичні твори

#### «Від Мельбурна до Москви» (1925)
По суті книга складається зі стате́й, опублікованих Діксоном в австралійській і новозеландській пресі під час поїздки 1924 року з Австралії через Східну Азію і Росію до Лондона. Автор відвідав адміністративний центр Північної території Австралії Дарвін, Яву, Сінгапур, Маньчжурію, Кантон, Японію, Корею, СРСР, розмовляв з прем'єр-міністром Гоміндану Сунь Ятсеном, прем'єр-міністром Китайської республіки (Беянського уряду) Велінгтоном Ку, лідером Фентянської кліки Чжан Цзолінем, колишнім мером Токіо і міністром внутрішніх справ Японії Гото Сімпеєм, Ісідорою Дункан, членом Президії ЦВК СРСР М. І. Калініним (розмову з останнім, однак, він не записав).
Роботу називають цінних описом становища країн Сходу, попри те, що вже незабаром частину ключових фактів можна було вважати застарілими. Як найцікавішу частину оглядачі виділяють опис Росії під владою більшовиків, зокрема, звертаючи увагу на зауваження автора щодо ролі Москви, в якій ретельно підтримується чистота на вулицях, як вітрини для іноземних гостей, а також про те, що всупереч антитеїстичній ідеології владних кіл країна справляє враження найпобожнішої в світі.
На думку авторів відгуків, Діксон підходить до оповіді максимально об'єктивно, з позиції не просто мандрівника, але досвідченого журналіста, застосовуючи відповідні навички. Хоча йому й не завжди вдається уникнути дещо упереджених узагальнень, попри те, що про небезпеку таких у своєму тексті попереджає навіть він сам.

#### «Венеція, Віченца та Верона» (1959)
Альбом з 72 кольорових фотографій італійських міст Венеції, Віченци і Верони з супровідним текстом, в якому автор викладає свої міркування про архітектуру і дає деякі історичні довідки.
Рецензенти відзначають дуже погану передачу кольору ілюстрацій, часто — розфокусування, що не дозволяє розглянути деталі, а також бляклість. При цьому оглядач The Times Literary Supplement виділяє останнє як не надто погану особливість порівняно з іншими публікаціями такого роду, де зображення нерідко, навпаки, виглядають занадто різкими і грубими. За наповненням фотографії переважно оцінюють позитивно, а деякі з них критики характеризують як вражаючі за настроєм та композицією; хоча Сиріл Рей з журналу Спектатор називає їх банальними і непостійними. Колумністи з The New Yorker і The Illustrated London News висловили зацікавленість тим, хто ж є автором фото (видавець цього не зазначив).
Оглядачі схиляються до точки зору, що виразний індивідуальний стиль і енергійність оповіді максимально віддаляють цю роботу від типових монотонних путівників, що узгоджується з висловленою в тексті позицією самого Діксона про те, що він писав не путівник. Сам по собі вибір Венеції як предмета однієї з частин рецензенти вважають неактуальним через значну заяложеність теми. Матеріал називають високо інформативним. Разом з тим, на думку Сиріла Рея, підхід до інформаційної складової не дуже скрупульозний, а видання в цілому є явно аматорським — з уточненням, що проявляється ця якість, на його погляд, у найкращій можливій формі.

### Драматичні твори

#### «Цей шлях до раю» (1928)
Спочатку антрепренер Леоном М. Лайоном, який купив у серпні 1929 року права на постановку вистави у всьому світі, для п'єси, заснованої на романі Олдоса Гакслі «Контрапункт», вибрав назву «Будинок сорому» (англ. House of Shame). Свій остаточний заголовок вона отримала лише трохи більше ніж за тиждень до прем'єри, яка відбулася 30 січня 1930 року в Театрі Делі. Гакслі, який відвідав генеральну репетицію, зазначив, що, попри деякі початкові побоювання за результат, це дозволило йому краще зрозуміти виворіт роботи драматурга і серйозно надихнуло на подальшу творчість, зокрема на доопрацювання власних творів.

#### «Гроші! Гроші!!» (1931)
Перероблена Кемпбеллом Діксоном за перекладом англійською, виконаним письменницею Ноель (Енні О'Міра) де Вік Біміш, п'єса італійського драматурга Луїджі Чьяреллі «Феєрверк» (італ. Fuochi d artificio). Прем'єра оригінальної версії відбулася 7 лютого 1923 року в туринському Театрі Вітторіо Альф'єрі. За рівнем визнання і кількістю перекладів іншими мовами з творчості Чьяреллі її перевершувала тільки єдина, найвідоміша його робота «Маска і обличчя» (італ. La maschera e il volto).
Адаптація Діксона в трьох актах знову в постановці Леона М. Лайона вперше представлена публіці 24 лютого 1931 року в Лондоні, в театрі «Роялті» і на місяць увійшла до його постійного репертуару.
Італійський шляхтич Джерард, граф Джерсі, (у виконанні Г'ю Вейкфілда) втрачає в Нью-Йорку всі свої статки і після безуспішних спроб відновити повертається з Америки на батьківщину в супроводі нового знайомого — екстравагантного земляка Скараманції (ім'я персонажа відсилає до героя комедії дель арте Скарамуша; роль виконав сам Лайон), теж бідного, але енергійного та винахідливого, який тепер зображує його особистого помічника. З супутником граф ділиться наміром покінчити з собою.
У Римі Скараманції вдається поселити Джерарда в найкращому номері престижного готелю і організувати розкішну вечерю для його друзів. Все це сприяє поширенню чуток не про розтрачені, а зовсім про примножені багатства — як і подальші дії Скараманції, який, активно обертаючись у вищих колах суспільства, подібних припущень анітрохи не заперечує. Створене враження настільки сильне, що не тільки не дає публіці повірити особистим визнанням графа про те, що у нього немає ні гроша, але й створює йому кредит довіри, який дозволив разом зі спритними фінансовими махінаціями Скараманції справді заробити велику суму.
У цей час сусідка Джерарда по готелю Десса Д'Ельсинг (Жанна де Касаліс), що раніше була його коханою, а нині заручена з престарілим ловеласом принцом Броні (Брембер Віллс), за підказкою Скараманції рятує графа під час спроби самогубства. Спочатку пара має намір відновити стосунки, але Джерард все ж вирішує піти до дочки принца Єлени (Гезер Ейнджел) (в яку, як з'ясовується, він був давно закоханий), яка раніше слухала поради Скараманції про те, як домогтися згоди батька на цей шлюб. І граф залишає заради неї і минулих недалеких друзів як Дессу, так і Скараманцію без слів подяки, а останнього — і без грошей.
З точки зору театрального критика британського журналу Панч Джозефа Торпа, назва перекладу актуальніша, оскільки гроші — це те, що турбує всіх. Оглядач газети Дейлі телеграф говорить про адаптацію Діксона як про дуже вмілу. При цьому, на думку Джорджа Бішопа з видання Ера, британська версія все ж не дотягує до «Маски і обличчя», і враження, можливо, було б приємнішим, якби Діксон скоротив хронометраж діалогів на кілька десятків хвилин. Фантастична і певною мірою цинічна дія тримається переважно на персонажах Лайона і Вейкфілда — на енергійності Скараманції і гумористичних ситуаціях, в яких опиняється Джерард. Колумніст The Stage також додає сюди самовідданість Десси у виконанні Жанни де Касаліс.
Уейкфілд грає менш захоплено, ніж зазвичай, без можливості повною мірою розкрити свій комічний талант, оскільки, як в цілому хороший актор, він не може собі дозволити виконувати весело і вільно роль того, хто йде на самогубство. Відносно говіркого персонажа Лайона він залишається на другому плані. У свою чергу роль Скараманції вважають блискучою і неймовірно екстравагантною. Персонаж у виконанні Лайона — енергійний, активно жестикулює, винахідливий, манірний, велемовний добропорядний з вигляду шахрай. Дія найбільш динамічно і захопливо розвивається в моменти опису його фінансових махінацій, практично переконуючи в тому, що все справді так легко, як йому вдається. Джозеф Торп із журналу Панч, оцінюючи гру Лайона як розумну і міцну, проте вважає, що образ Скараманції дещо перевантажує п'єсу і втомлює, припускаючи, що Лайон діє повільніше, ніж передбачалося оригіналом. Джордж Бішоп в Ері зазначає, що бажано, щоб жвавішою була і постановка в цілому, списуючи її недоліки зокрема на можливу нестачу репетицій.
Рецензенти солідарні, що Брембер Віллс — на своєму місці в комічній ролі запального буркотливого підстаркуватого принца-ловеласа. Невеликі партії — зокрема виконані акторками Агнес Локлен і Пруденс Ванбру — переважно називають вмілими і такими, що прикрашають п'єсу, попри те, що дія давала їм мало можливостей проявити себе. Однак на думку Торпа вони не вражають. Автор відгуку в Таймс відзначає брак матеріалу для достатньої переконливості також і зіграній Ейнджел ролі Єлени, разом з тим, співзвучно з іншими журналістами відзначаючи, що виконання було милим. Жанна де Касаліс в більш привабливій на тлі інших її амплуа ролі одночасно пустотливої і щирої Десси намагається максимально використовувати кожну свою сцену, граючи на руку веселій атмосфері п'єси, але залишається емоційно обмеженою і в найчуттєвіших фрагментах — особливо у заключній дії. В цілому жіночі персонажі не знаходять своєї ніші в гротескній оповіді. На думку Джейкоба Томаса Грейна, автор огляду постановки в журналі Скетч, причина цього, як і слабкості останнього акта, не в грі Касаліс як такої, а, можливо, в особливостях адаптованої версії.
Оглядачі сходяться на думці, що веселощі, фарс, гротеск і властиві стилю Чіареллі неймовірні обставини є оболонкою для сатири, дотепних і навіть філософських ідей (зокрема, що «чоловік настільки багатий, а жінка настільки зіпсована, наскільки їх вважають» і що «світ — незначні шум і пристрасті»), а також окремих реалістичних елементів. Постановку відносять до практично чистої комедії, розумної і цікавої, де напружена драма проявляється лише зрідка. Торп вбачає тут порушення балансу, що перешкоджає такому екстравагантному і хорошому в деталях твору стати в цілому більш привабливим.

#### «Друг Цезаря» (1933)
Три акта. Прем'єра — у березні 1933 року в Вестмінстерському театрі. П'єса тричі екранізувалась BBC для телебачення — в 1939, 1947 і 1954 роках, версія 1939 року була першою в історії телеадаптацією творів на біблійний сюжет. Про існування будь-яких збережених записів показів невідомо. Театральну постановку драми на батьківщині Діксона, в Австралії, в серпні 1936 року — одну з виконаних трупою Unnamed Players — обрано першою для надання спонсорської допомоги з фонду Національного театрального руху, створеного за рік до цього з метою підтримки письменників і композиторів австралійського походження.
Хід дії, за винятком двох невеликих фрагментів, автори намагалися тримати близьким до тексту чотирьох канонічних Євангелій. Сюжет присвячений подіям останніх діб життя Христа — від зради Іуди до Розп'яття. Головний герой — Понтій Пілат, якого й мають на увазі під титульним «друга Цезаря», побоюються втратити довіру того (тобто римського імператора Тиберія Юлія Цезаря Августа), якщо прийме неправильне рішення у справі Ісуса.
Всім героям надано досить сильну мотивацію дій, що не дозволяє когось із них вважати строго негативним. Зокрема Пілат і Юда показані неоднозначними персонажами, які мають «свою правду» і не є «лиходіями» як такими. У мові героїв використовуються відповідні часу написання мова та ідіоми (на межі сленгу). На думку автора радіопостановок п'єси для BBC Home Service 1950 і 1951 (в рамках передачі «Театр суботнього вечора» (англ. Saturday Night Theatre)) років Овена Ріда, який в оригінальній виставі виконував роль Йосипа Ариматейського, за жанром твір є «чистою» драмою, а не релігійною.

#### «Олд-Бейлі» (1935)
Спочатку п'єса мала назву «Захист місіс Феррон» (англ. Mrs. Farron's Defence). Виставу в організованій Ноелем Гавлеттом власній постановці Діксона спільно з трупою Charta Theatre було представлено єдиний раз у Вестмінстерському театрі 20 січня 1935 року.
У Центральному кримінальному суді Лондона (також відомому як Олд-Бейлі) пихатому королівському адвокату Гаю Бремптону (Генрі Голлет) успішно вдається провести лінію захисту, домігшись виправдання клієнтки — раніше популярної кіноактриси Єлени Феррон (Маргарет Роулінґс), обвинуваченої у вбивстві з метою наживи забезпеченого чоловіка (Гілберт Девіс), на чиї кошти вона таємно утримувала свого коханця-актора Пола Леона (Філіп Морант). Піддавшись чарам дівчини, Гай одружується з нею, але згодом, зрозумівши, що злочин скоїла дійсно вона, і дізнавшись, що стосунки між коханцями, попри все, так і не припинились, і сам наважується на вбивство їх обох. Однак в останній момент його встигає зупинити і напоумити закохана в нього колега-юристка.
Постановку характеризують як сатиричний трилер або мелодраму. Джошуа Лоу з журналу Variety і Леслі Ріс з газети Ера відзначили схожість рис історії з типовими для кіносценарію, вважаючи це логічним наслідком роботи Діксона кінокритиком. При цьому Лоу відзначив присутність дуже примітних, на його погляд, образів і діалогів і оцінив п'єсу як в цілому написану на гідному рівні. Ріс виступив у більш негативному ключі, навпаки, нарікаючи на те, що п'єса, як рядова мелодрама, що складається з шаблонних для американського кіно персонажів і ситуацій, суттєво програє на тлі висококласної роботи «Друг Цезаря», що продемонструвала великий потенціал Діксона. Проте Ріс зауважує, що «Олд-Бейлі» при всьому тому не настільки претензійна, щоб такі її властивості змушували глядача нудьгувати.
На думку Ріса, зла сутність огидного персонажа у виконанні Єлени Роулінгс була подана занадто явно, у погляді на що з ним розійшлися видання Стейдж і Дейлі геральд, які вважали її гру чарівно виразною і енергійною. Також ті похвалили Голлета за силу і гідність втіленого ним образу адвоката. Дейлі мейл схвально висловилася про сатиричний тон його партії, як і Ріс, який, втім, вважав захисну промову до непереконливості вигадливою. Серед ролей другого плану найвище Ріс оцінив епізодичну появу Вільяма Дьюхерста в образі судді. Рецензент Стейдж вважав витонченим зображення Філіпом Морантом разкладу особистості актора Леона, а виконання Мюріел Мінті ролі домробітниці сім'ї Феррон, що підштовхувала Олену на злочин, — зловісним. Лоу високо відгукнувся про акторський колектив, визнавши, однак, що окремі його члени не настільки підходять, як могли б, і припустивши, що деякі сцени, де виконавці, на його погляд, переграють, є наслідком браку репетицій.
Рецензенти подібно говорять про те, що якість постановки після дещо слабкого початку по ходу дії покращується, і вказують на розв'язку як на кращу її частину, несподівану і оригінальну. Проте одночасно з цим, на думку автора статті у Стейдж, вистава стає неприємно неправдоподібною аж до зникнення художньої цінності. Невисоку і в цілому, з їх точки зору, переконливість піддали критиці також Ріс, який, бувши налаштованим до гри трупи різко критично, приписав так чи інакше наявні цілісність і розвиток дії виключно здібностям Діксона, і колумніст Таймс. Останній, крім того, назвав негативною особливістю занадто швидкий хід подій. На думку Джошуа Лоу з Variety, крім іншого, декорації були виконані недбало. Резюмуючи свою точку зору, він висловився про те, що п'єса має задатки для переробки на значно вартіснішу мелодраму.
Глядачі постановку (особливо сцену суду) сприйняли позитивно, і по закінченні вистави публіка викликала на сцену Діксона, який, щоб уникнути зайвої уваги, дивився п'єсу з дружиною з партеру.